# 악의 꽃 (2003년 영화)
악의 꽃(La Fleur Du Mal, The Flower Of Evil)은 프랑스에서 제작된 끌로드 샤브롤 감독의 2003년 드라마 영화이다. 브느와 마지멜 등이 주연으로 출연하였고 마린 카미츠 등이 제작에 참여하였다. 개봉명은 끌로드 샤브롤 회고전 - 악의 꽃이다.

## 출연

### 주연
- 브느와 마지멜
- 나탈리 베이
- 멜라니 두티
- 수잔느 플론

### 조연
- 베르나르 르콕
- 토머스 샤브롤
- 헨리 아탈
- 케빈 아힐
- 제롬 버틴

## 제작진
- 미술: 프랑수아 베누아 프레스코
- 의상: 믹 체미널